# Demi d'ouverture (rugby à XV)
Pour les articles homonymes, voir Demi d'ouverture.

Le demi d'ouverture est situé au poste 10.

Demi d'ouverture ou ouvreur (en anglais : Fly-Half) est un poste de rugby à XV associé généralement au no 10. C'est le joueur chargé de l’orientation du jeu de son équipe après une phase de conquête (mêlée, touche) en ouvrant sur les trois-quarts (d'où son nom) ou en tapant le ballon au pied. Avec le demi de mêlée, il forme une association appelée « charnière », cruciale dans l'organisation d'une équipe. Par leurs choix, ils influencent de manière déterminante la façon de jouer de l'équipe. Le demi d'ouverture a une large gamme de possibilités tactiques qui s'offrent à lui suivant les situations. Sa position plus éloignée des adversaires par rapport au demi de mêlée lui permet généralement d'avoir une vision plus claire du jeu et de l'orientation à donner ; pour cette raison, il a normalement un rôle plus marqué sur la tactique de jeu à appliquer que le demi de mêlée, tout en étant cependant tributaire des décisions de ce dernier.

## Description du poste

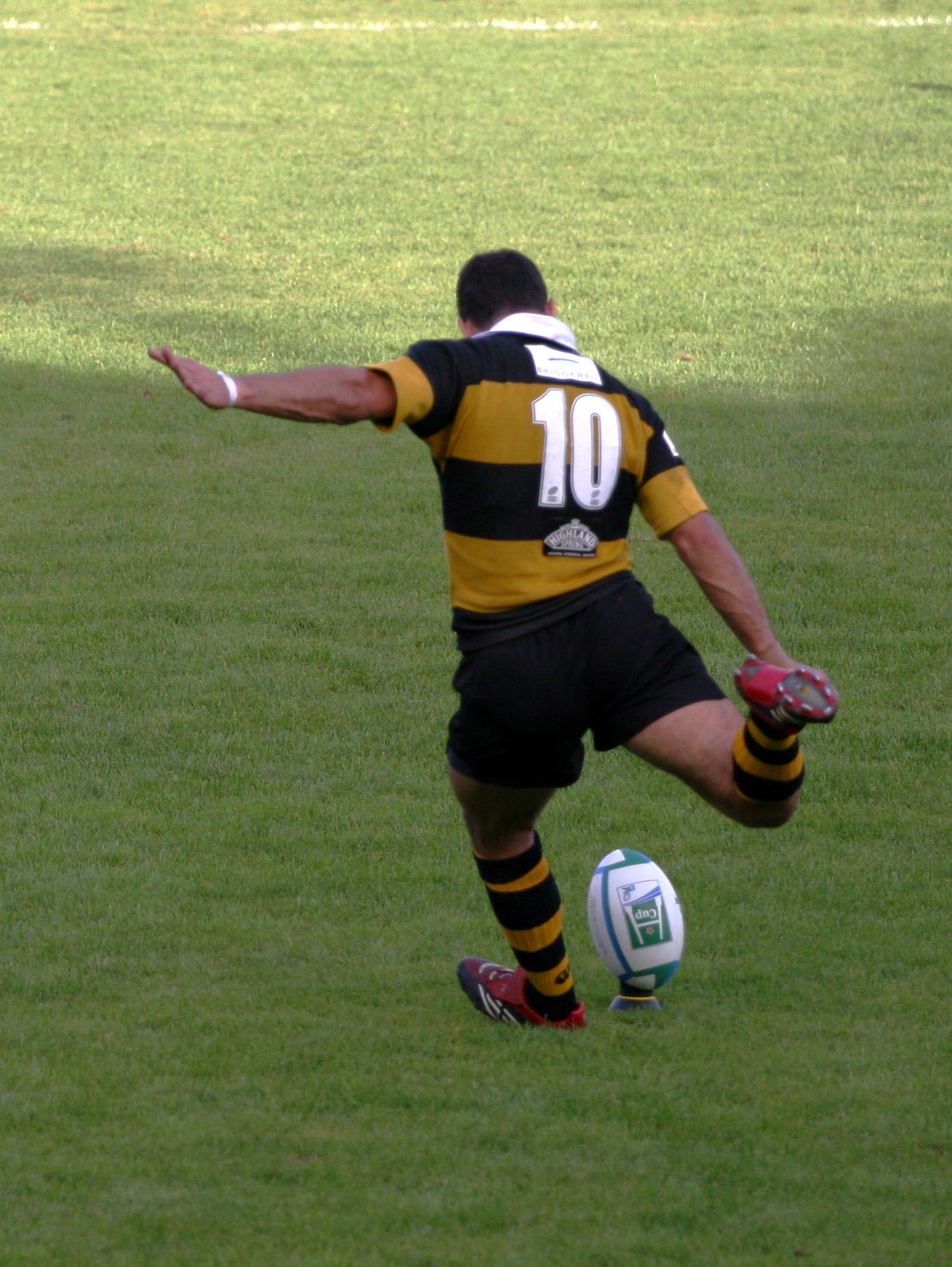
Le demi d'ouverture irlandais Jeremy Staunton tentant une pénalité

Le jeu au pied est crucial à ce poste. En phase défensive, le jeu au pied du demi d'ouverture a souvent pour but de soulager son équipe en trouvant une touche le plus loin possible de son en-but. En attaque, son jeu au pied peut permettre d'occuper le terrain en gardant le ballon dans l'aire de jeu pour presser ensuite l'équipe adverse. Il peut aussi taper une chandelle, le plus souvent vers l'arrière adverse afin de l'obliger à un duel aérien périlleux et ainsi semer le trouble dans une défense organisée. Le coup de pied à suivre, pour lui-même ou un coéquipier, à terre ou bien par-dessus le demi d'ouverture et les centres adverses, est aussi une des possibilités s'offrant à lui. Il peut aussi lorsqu'il est en position tenter des drops.
Outre le jeu au pied, le demi d'ouverture a aussi souvent recours au jeu à la main. Dans ce cas, c'est lui qui annonce les combinaisons de jeu, choisit d'écarter le ballon jusqu'aux ailes ou de faire jouer ses centres en percussion au centre du terrain. Le jeu à la main est utilisé dans le dessein de marquer un essai en utilisant la vitesse et l'agilité des trois-quarts dans un premier temps ou, lors de phases de jeu plus prolongées, pour commencer à déstabiliser la défense avant d'initier un nouveau mouvement offensif. Cette alternative est cependant rarement utilisée quand l'équipe est sous-pression dans ses 22 mètres, sauf cas exceptionnel (fin de match avec un enjeu ou supériorité numérique par exemple). 
Parce qu'il a recours à une large panoplie de choix tactiques par le jeu au pied ou la main, le demi d'ouverture peut privilégier un style de jeu en particulier. Ainsi, certains demis d'ouverture comme l'Anglais Jonny Wilkinson sont de véritables spécialistes du jeu au pied et de l'occupation du terrain par cette tactique. D'autres comme l'Australien Stephen Larkham n'utilisent que très rarement le jeu au pied, préférant ouvrir à la main.
Son rôle très stratégique sur le terrain en fait la cible principale des troisième lignes adverses, qui cherchent à remonter le plus rapidement sur lui pour l'empêcher de développer le jeu de l'équipe. Le fait qu'il aspire le premier rideau défensif peut avoir aussi une grande importance tactique. En usant de feintes de passes et des trajectoires de courses de ses centres, il peut alors prendre à contre-pied la défense adverse s'il décide de courir avec le ballon en main. 
Il n'y a pas de stéréotype physique à ce poste : certains joueurs sont petits et légers, d'autres sont grands et lourds, d'autres sont plutôt lents et d'autres rapides. Leurs capacités physiques déterminent parfois leurs choix de jeu et certains joueurs puissants n'hésitent pas à défier très souvent la ligne de défense adverse.

## Joueurs emblématiques
Voici une liste de joueurs ayant marqué leur poste, membres du temple de la renommée World Rugby ou élus meilleurs joueurs du monde World Rugby :
- Rob Andrew
- Beauden Barrett
- Phil Bennett
- Naas Botha
- Ian Campbell
- Dan Carter
- Felipe Contepomi
- Mark Ella
- Grant Fox
- Barry John
- Jack Kyle
- Stephen Larkham
- Michael Lynagh
- Cliff Morgan
- Ronan O'Gara
- Bennie Osler
- Hugo Porta
- Gareth Rees
- Anna Richards
- Jonathan Sexton
- Kennedy Tsimba
- Jonny Wilkinson